# Бразильсько-південноафриканські відносини

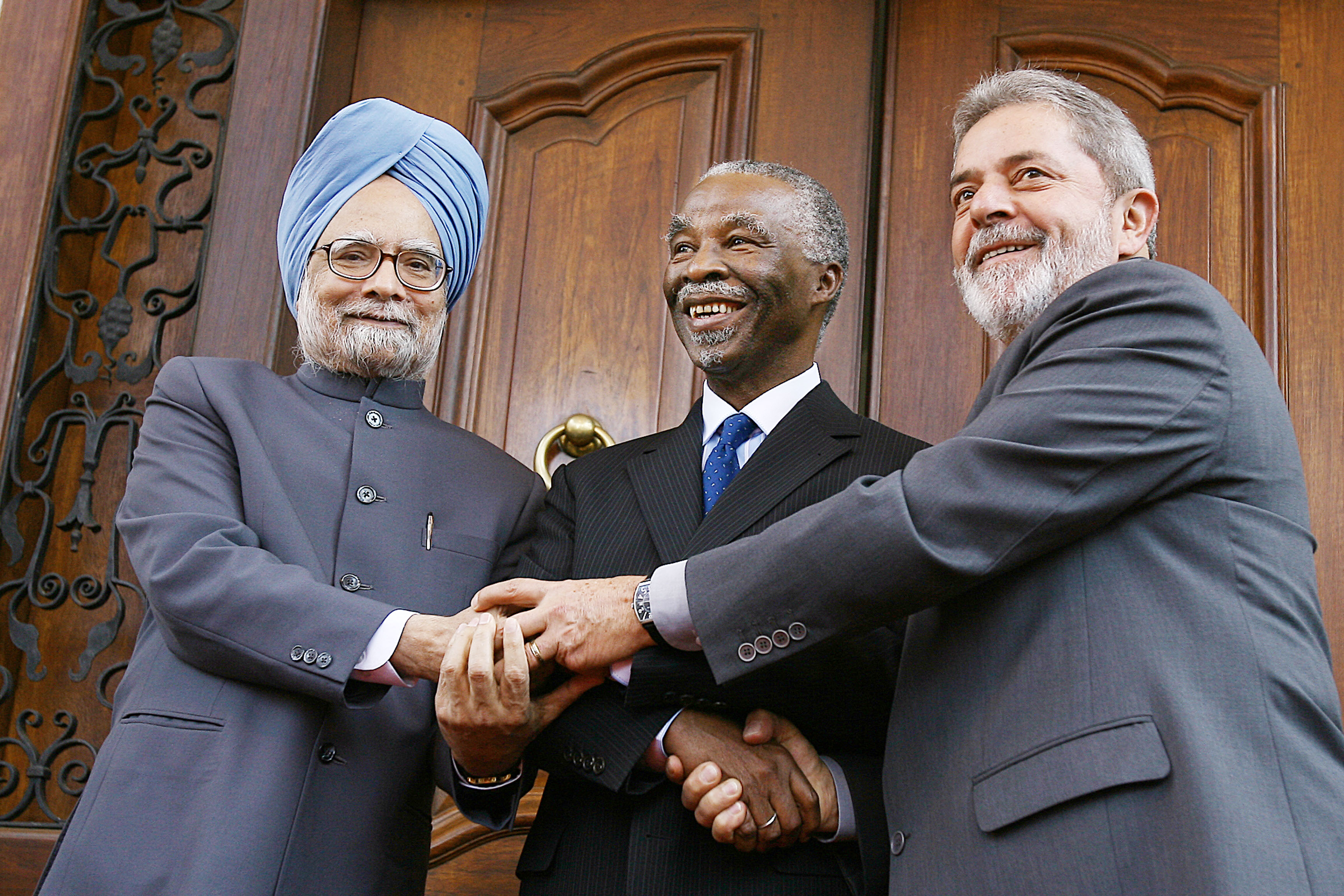
Лула да Сілва, Манмохан Сінгх, Табо Мбекі

Бразильсько-південноафриканські відносини - двосторонні дипломатичні відносини між Бразилією та ПАР.

## Огляд
У 1918 Бразилія відкрила консульство в Кейптауні (Південно-Африканський Союз).
У 1947 країни встановили офіційні дипломатичні відносини: ПАР відкрила посольство в Ріо-де-Жанейро, а Бразилія відкрила посольство в Преторії.
Під час апартеїду у ПАР, відносини між країнами зіпсовані, оскільки Бразилія виступала категорично проти расового утиску південноафриканського більшості.
У 2012 Бразилія почала постачати в ПАР ракети класу «повітря-повітря» (A-Darter), вартість інвестицій у цей проект становить близько 110 млн. доларів США.